# Herrschaft Wildenfels

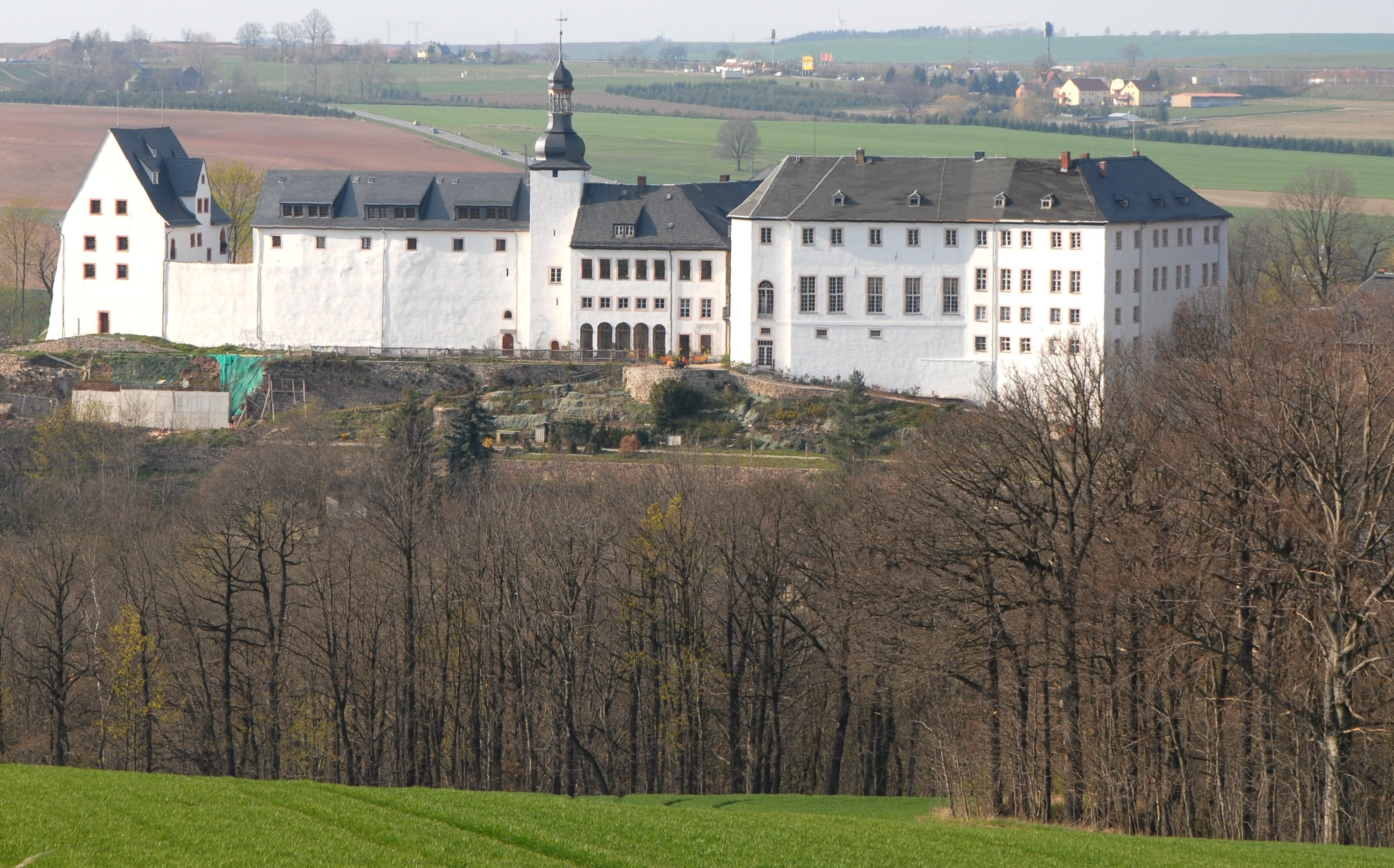
Schloss Wildenfels

Die Herrschaft Wildenfels war ein Territorium auf dem Gebiet des Kurfürstentums Sachsen und heutigen Bundeslandes Sachsen. Ursprünglich war sie das Herzstück der reichsunmittelbaren niederen Grafschaft Hartenstein. Nach der Trennung von der Grafschaft im Jahr 1440 war sie bis 1706 ein eigenständiges, reichsunmittelbares Reichsafterlehen. Danach wurde sie mit dem kurfürstlichen sächsischen Amt Zwickau vereinigt.

## Geographische Ausdehnung
Das Gebiet der Herrschaft Wildenfels lag zum größten Teil südöstlich der Stadt Zwickau rechts der Zwickauer Mulde. Zentrum des Territoriums war das um 1170 erbaute und 1233 erstmals erwähnte Schloss Wildenfels. Die Herrschaft reichte vom Hartmannsdorfer Forst bei Weißbach am linken Ufer der Zwickauer Mulde über das Wildenfelser Zwischengebirge bis in den oberen Mülsengrund.

## Angrenzende Verwaltungseinheiten
| Amt Zwickau    | Amt Schönburg-Glauchau                      | Amt Schönburg-Lichtenstein                      |
| Amt Wiesenburg | Kompassrose, die auf Nachbargemeinden zeigt | Amt Stollberg                                   |
|                | Kreisamt Schwarzenberg                      | Ämter Schönburg-Hartenstein und Schönburg-Stein |

## Geschichte

### Die Herrschaft Wildenfels
Die Herrschaft Wildenfels entstand am Ende des 11. Jahrhunderts und war ursprünglich das Kerngebiet der niederen Grafschaft Hartenstein. Sie blieb aber selbständiges Lehen der Burggrafen zu Meißen als Reichsgrafen. 1119 wurden die Herren von Wildenfels als Lehnsherren erstmals urkundlich erwähnt. Wildenfels als deren Herrschaftssitz ist seit 1233 nachgewiesen.
Aufgrund von Streitigkeiten der reichsfreien Herren von Wildenfels mit dem sächsischen Haus Wettin sowie finanziellen Schwierigkeiten waren sie gezwungen, die Herrschaftsrechte an der Grafschaft Hartenstein im Jahr 1406 an das Haus Schönburg zu verpfänden. Burggraf Heinrich I. von Hartenstein aus dem Geschlecht der Meinheringer nahm die Herrschaft Wildenfels von dieser Verpfändung aus und blieb ihr Lehnsherr. Erst 1425 wurde das Gebiet auf Widerruf an den sächsischen Kurfürsten verpfändet. 1440 gab der Burggraf seine Ansprüche auf die Herrschaft Wildenfels endgültig zu Gunsten des Kurfürsten auf. Dadurch erlosch die Verbindung zur Grafschaft Hartenstein und Wildenfels wurde eigenständiges Reichsafterlehen. Seit der Leipziger Teilung 1485 war das Gebiet im Gegensatz zur schönburgischen Grafschaft Hartenstein ernestinisch. 1529 wurde in dem Gebiet die Reformation eingeführt. Nach der Niederlage der Ernestiner im Schmalkaldischen Krieg gehörte die Herrschaft ab 1547 zum albertinischen Sachsen. Mit dem Tod von Anarg Friedrich von Wildenfels im Jahr 1602 starb die Linie der reichsfreien Herren zu Wildenfels in männlicher Linie aus. Der gesamte Besitz der Wildenfelser Herrschaft ging mit allen Rechten laut einem Erbvertrag an die Grafen von Solms-Laubach aus Laubach (Hessen) über.
Im Jahr 1706 mussten die Grafen von Solms-Wildenfels ihre Landeshoheit an den Kurfürsten von Sachsen abtreten und die Reichsunmittelbarkeit des Gebietes aufgeben. Die nun als „Standesherrschaft Wildenfels“ bezeichnete Herrschaft wurde dem Amt Zwickau zugeordnet. 1856 hob die sächsische Regierung die Patrimonialgerichtsbarkeit auf, wodurch die Herrschaft Wildenfels völlig im sächsischen Staat aufging. Die Grafen zu Solms-Wildenfels waren bis 1945 im Besitz des Schlosses Wildenfels.

### Die Kirche zu den Drei Marien in Härtensdorf
Härtensdorf war lange Zeit Hofkirche der Herrschaft Wildenfels. 1322 wurde mit Fritz von Melrin erstmals ein Geistlicher in Härtensdorf erwähnt. 1488 wurde zwischen Frau Agnese Schenkin auf Wildenfels und Jakob Timbler ein Vertrag abgeschlossen, wonach der Pfarrer von Härtensdorf, Jakob Timbler, die Hälfte der Kosten des Schlosskaplans von Wildenfels mit übernahm. 1509/1510 erhielt die Kirche zu den Drei Marien den Peter-Breuer-Altar der Drei Marien als neues Gnadenbild – Härtensdorfs Kirche war zu einer Nahwallfahrtsstätte geworden. 1529 erfolgte eine Kirchenvisitation. Dabei wurde festgestellt, dass die Pfarrstelle vakant war und vom Schlosskaplan Derrer oder Dörrer von Wildenfels verwaltet wurde. Bei der Kirchenvisitation 1531 wurde Wolfgang Taschner als erster evangelischer Pfarrer in Härtensdorf in sein Amt eingeführt. 1580 wurde vom Härtensdorfer Pfarrer das erste Kirchlein in Wildenfels geweiht. Es war ein turmloser „Betsaal“, der bereits am 31. Juli 1589 wieder abbrannte. 1605–1606 wurde die zweite Wildenfelser Kirche – diesmal mit Turm – gebaut, in der am 10. November 1606 die erste Taufe erfolgte. Der Härtensdorfer Pfarrer weihte auch diesen Kirchenbau. Bereits am 16. März 1636 brannte auch dieser Kirchenbau wieder nieder, doch schon zu Weihnachten 1636 konnte der erste Gottesdienst in diesem Neubau gefeiert werden. Mag. Haase war der erste Pfarrer von Härtensdorf, der den Titel „Hofprediger von Wildenfels und Pfarrer zu Härtensdorf“ führte; der letzte Titelträger war Pfarrer Dautenhahn, der 1865 verstarb. 1866 wurden die „städtischen Anteile“ aus der Parochie Härtensdorf ausgegliedert, und es entstand die juristisch selbständige Kirchgemeinde Wildenfels aus dem ehemaligen Härtensdorfer Filial Wildenfels. 1866 wurde der dritte Wildenfelser Kirchenbau wegen Baufälligkeit abgerissen, der vierte Neubau wurde 1869 als neoromanische Saalkirche errichtet.(vgl. auch Neue Sächs. Kirchengalerie, Ephorie Zwickau, Parochie Härtensdorf und Parochie Wildenfels, Leipzig 1902 / Pfarrarchiv Härtensdorf).
Die Kirche in Härtensdorf ist Grablege der letzten Herren von Wildenfels, dies zeigen Einträge in den Kirchenbüchern von Härtensdorf sowie die Epitaphien in der Kirche von Anarg Heinrich von Wildenfels († 1539), Heinrich von Wildenfels († 1558) und Anarg Friedrich von Wildenfels († 1602). Ein wappentragender Engel am Seiteneingang der Kirche weist auf die Bedeutung der alten Hofkirche der Herrschaft Wildenfels hin.

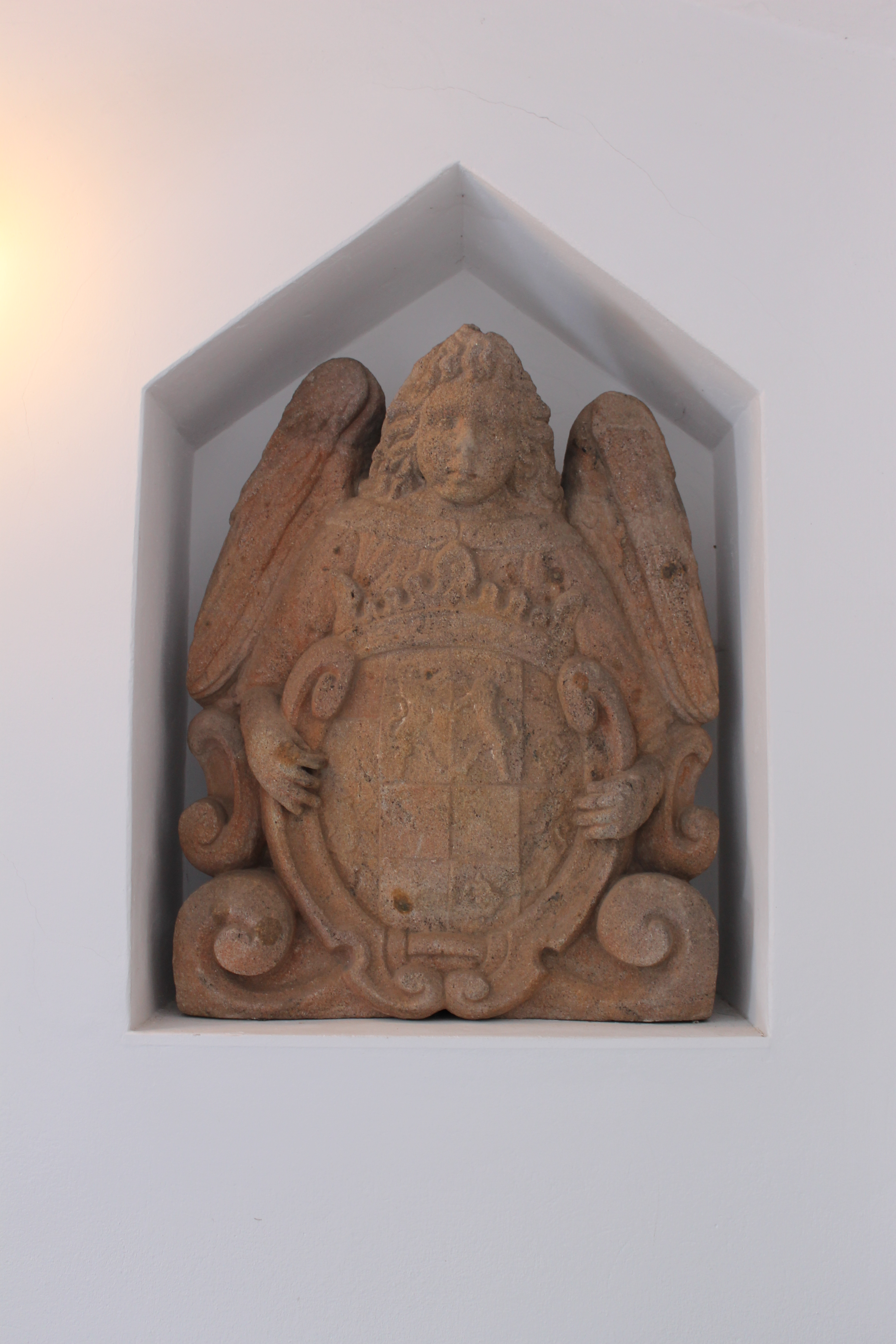
Darstellung des Wildenfelser Herrschaftswappens in der Kirche zu Härtensdorf

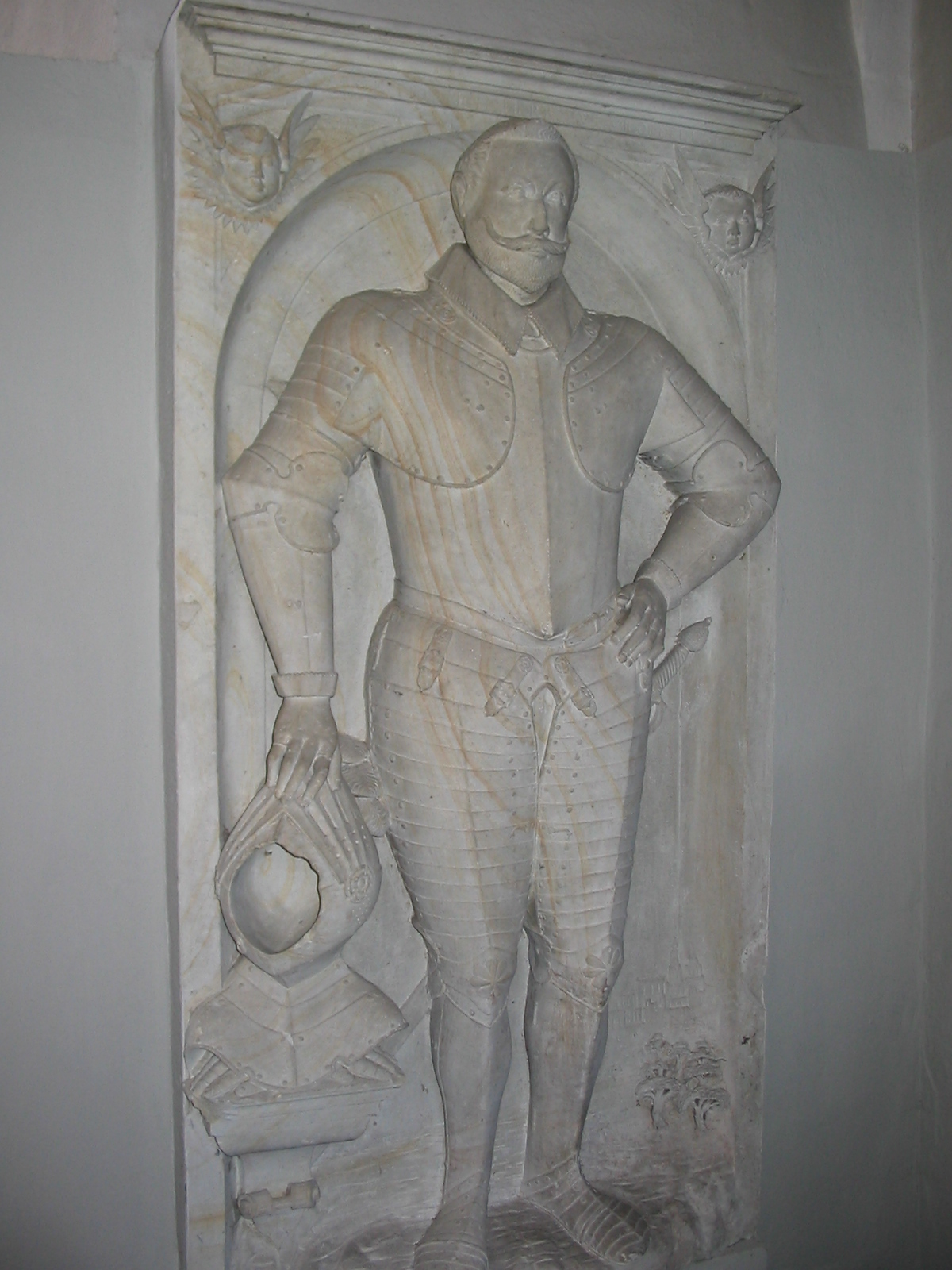
Epitaph des letzten der alten Herren v. Wildenfels – Anarg Friedrich v. Wildenfels († 1602) im Altarraum der Kirche zu Härtensdorf

## Zugehörige Orte
Folgende Orte gehörten zur Herrschaft Wildenfels, einige immer nur anteilig, wenngleich sich die Größe dieser Teile im Laufe der Zeit änderte. Die anderen Teile dieser Orte gehörten meist zum schönburgischen Amt Hartenstein oder zum Amt Grünhain. Die Residenz der Herrschaft befand sich auf Schloss Wildenfels in der Stadt Wildenfels.
| Ort                                                      | heutige Ortszugehörigkeit | Bemerkungen                                                                           |
| -------------------------------------------------------- | ------------------------- | ------------------------------------------------------------------------------------- |
| Stadt Wildenfels                                         | Stadt Wildenfels          | mit dem Schloss Wildenfels                                                            |
| Härtensdorf (Wildenfelser Anteil)                        | Stadt Wildenfels          | mit der Kirche zu den Drei Marien (Gruft der evang. Herren v. Wildenfels)             |
| Schönau (Wildenfelser Anteil)                            | Stadt Wildenfels          |                                                                                       |
| Zschocken (Wildenfelser Anteil)                          | Stadt Hartenstein         | großer Anteil                                                                         |
| Reinsdorf (Wildenfelser Anteil)                          | Gemeinde Reinsdorf        | großer Anteil                                                                         |
| Pöhlau (Wildenfelser Anteil)                             | Stadt Zwickau             |                                                                                       |
| Vielau (Wildenfelser Anteil)                             | Gemeinde Reinsdorf        |                                                                                       |
| Friedrichsgrün (Vorwerk Hammelhof)                       | Gemeinde Reinsdorf        | der Ort Friedrichsgrün selbst entstand erst Mitte des 18. Jahrhunderts                |
| Weißbach mit Hermannsdorf und Neudörfel (zeitweise wüst) | Gemeinde Langenweißbach   | bis 1253 zur Herrschaft Wiesenburg                                                    |
| Grünau                                                   | Gemeinde Langenweißbach   | kam im Jahr 1401 zum Kloster Grünhain und nach dessen Säkularisation zum Amt Grünhain |
| Ortmannsdorf (Wildenfelser Anteil), Marienau             | Gemeinde Mülsen           | Marienau ist um 1850 entstanden                                                       |
| Heinrichsort                                             | Stadt Lichtenstein        | 1714 angelegt                                                                         |
| Oelsnitz/Erzgeb. (Wildenfelser Anteil)                   | Stadt Oelsnitz/Erzgeb.    | Stadt seit 1924                                                                       |
| Wüstung Mark Wittendorf bei Thierfeld                    |                           |                                                                                       |

## Besitzer der Herrschaft Wildenfels
- 1119–1406: die Herren von Wildenfels

1406: Verpfändung der Grafschaft Hartenstein an das Haus Schönburg mit Ausnahme der Herrschaft Wildenfels
- 1407–1422: Conrad von Tettau
- 1422–1450: die Herren von Pflugk. In ihre Amtszeit fällt die völlige Trennung von der Grafschaft Hartenstein.
- 1450–1454: Heinrich Burggraf von Meißen
- 1454–1531: die Herren von Weida
- 1531–1535: Graf Hanns Heinrich von Schwarzburg
- 1535–1602: erneut die Herren von Wildenfels
- 1602–1856: die Grafen zu Solms-Wildenfels

1856: Aufgehen in das Königreich Sachsen. Die Grafen zu Solms-Wildenfels verloren die Patrimonialgerichtsbarkeit, behielten aber als Standesherrn einen erblichen Sitz in der ersten Kammer des Sächsischen Landtags.